# Luton Town FC
Luton Town FC este un club de fotbal profesionist englez fondat în 1885 și cu sediul în orașul Luton din Bedfordshire, la aproximativ 40 de kilometri nord de Londra, care evoluează în Football League One. Clubul este poreclit „The Hatters” , pălărierii, cu referire la industria pălăriilor care este foarte răspândită în Luton și a fost un simbol al orașului încă din secolul al XVII-lea.
Clubul a fost fondat în aprilie 1885 prin fuziunea celor două cluburi majore ale orașului, „Luton Town Wanderers” și „Excelsior”. A adoptat statutul profesional în 1890 și s-a alăturat Ligii (Divizia 2) în 1897. Luton Town a fost primul club din sudul Angliei care a devenit profesionist, plătind salariile jucătorilor încă din 1890 și devenind complet profesionist un an mai târziu.
Clubul a făcut istorie în Football League la 13 aprilie 1936 când, într-o victorie cu 12-0 împotriva echipei Bristol Rovers, atacantul Joe Payne a devenit jucătorul cu cele mai multe goluri într-un singur meci din Football League, cu 10 reușite.
În 1955 a ajuns prima dată în divizia de elită a fotbalului englez, iar în 1959 a jucat prima finală majoră a clubului, în FA Cup. După retrogradării în anii 1960 până în divizia a patra, Luton a revenit în anii 1980 în prima ligă, iar în sezonul 1986-87 a avut cea mai bună clasare din istorie, locul 7.
La 24 aprilie 1988, Luton Town a câștigat Cupa Ligii, singurul trofeu major al clubului, cu o victorie cu 3–2 în fața lui Arsenal. În ciuda câștigării Cupei Ligii, clubul nu a putut participa la Cupa UEFA în sezonul următor, din cauza excluderii cluburilor engleze din competițiile europene după tragedia Heysel din 1985.
În 1992, Luton a retrogradat din prima divizie, chiar înainte de înființarea Premier League. A urmat un declin continuu ajungând până în liga a cincea în 2009. 
În sezonul 2014-15, Luton Town a câștigat cu ușurință titlul de liga a cincea, cu un total de 101 puncte (19 mai multe decât Cambridge, locul 2), cel mai bun atac (102 goluri marcate) și cea mai bună apărare (35 de goluri primite). În sezonul 2017-18, a venit și promovarea în League One (al treilea eșalon), după o clasare pe locul secund în League Two.
Clubul a petrecut un singur sezon în League One: la sfârșitul stagiunii 2018-19, una în care a avut și o serie de 28 de meciuri neînvinse, Luton devine campioana EFL League One (divizia a treia engleză) și promovează în EFL Championship (divizia a doua).
În prima parte a sezonului 2019-20, Luton a stat mult timp în partea a doua a clasamentului, în zona retrogradării. După întreruperea legată de pandemia Covid-19, Pălărierii au început să ia puncte și a încheiat sezonul pe locul 19.
Luton a ajuns în play-off-ul de promovare în Premier League în sezonul 2021–22, unde însă a fost învinsă cu 2–1 la general de Huddersfield Town în semifinale. La finalul sezonului 2022–23, Luton Town a ajuns din nou în play-off, încheind sezonul pe locul 3. A urmat o victorie cu Sunderland, 3–2 la general în semifinale și calificarea în barajul de promovare. Aici, Luton a trecut de Coventry City 6-5 la lovituri de departajare, după 1-1 la finalul timpului regulamentar, urmând astfel să joace în Premier League în sezonul 2023/24. Însă după un singur sezon în Premier League, încheiat pe locul 18, Luton s-a întors în Championship în 2024, iar după încă un an, echipa a retrogradat în EFL League One.